# Jovan Adepo
Jovan Adepo (Upper Heyford, Oxfordshire, 6 de septiembre de 1988) es un actor británico-estadounidense. Es conocido por su papel de Cory Maxson en la adaptación cinematográfica de Fences (2016), y también tuvo papeles protagónicos en la película Overlord de 2018 y como Lionel Jefferson en el especial All in the Family/The Jeffersons de CBS. Adepo apareció en la serie When They See Us, la segunda temporada de Jack Ryan y la serie de Facebook Sorry for Your Loss. Interpreta a Michael Murphy en la serie de HBO The Leftovers y en 2019 apareció en Watchmen como Hooded Justice. Por este último, fue nominado para el Premio Primetime Emmy como Mejor Actor de Reparto en una Serie Limitada o Película. También interpretó a Larry Underwood en la miniserie The Stand de Stephen King.

## Temprana edad y educación
Adepo nació en 1988 en Upper Heyford, Oxfordshire. Su madre es nigeriana británica de Londres, mientras que su padre es afroestadounidense de Chattanooga, Tennessee. Su abuelo materno, Fatai Adepo, fue asesor especial del expresidente nigeriano Olusegun Obasanjo. Se mudó a los EE. UU. con su familia a los 2 años Criado en Waldorf, Maryland, actuó en obras escolares y de la iglesia.
Asistió a la Universidad Estatal de Bowie en Maryland, donde recibió su licenciatura en ciencias políticas y filosofía. Mientras estudiaba ciencias políticas, comenzó a tomar clases de escritura creativa.

## Carrera

### Primeros papeles
Adepo se mudó a Los Ángeles en 2011 después de recibir su licenciatura. Tenía la intención de convertirse en escritor, pero comenzó a realizar talleres comerciales para complementar sus ingresos. Tomó clases de actuación para reservar comerciales para obtener ingresos adicionales. Adepo estudió actuación bajo la tutela de una variedad de instructores notables, incluida Dianne Hull del Actors Studio. A través de la iglesia en Maryland, conoció a la hermana mayor de Viola Davis, quien lo ayudó a ponerse en contacto con Davis. Davis lo dirigió a estudiar técnicas, asistir a obras de teatro y leer tantas obras como pudiera.

### Papeles de cine y televisión.
Formó parte de Live in Front of a Studio Audience: Norman Lear's All in the Family and The Jeffersons. Interpretó el papel de Lionel Jefferson. El especial fue conceptualizado y presentado por Jimmy Kimmel, y el equipo se llevó a casa el Emmy por Especial de Variedad Sobresaliente (En Vivo). En 2016 protagonizó Fences junto a Viola Davis y Denzel Washington. En Fences, interpreta a Cory Maxson, el hijo de los personajes principales interpretados por Davis y Washington. Adepo fue "el único miembro del elenco de Fences que no protagonizó la reposición de la obra en Broadway en 2010 antes de dar el salto al cine".
En 2017, apareció como el personaje central junto con Wyatt Russell en Overlord, ambos interpretando a paracaidistas estadounidenses enfrentados a supersoldados nazis. En 2017, también participó regularmente en The Leftovers en HBO, apareciendo en la segunda y tercera temporada. Adepo actuó en la película de terror Mother! de 2017 de Darren Aronofsky.
En mayo de 2019, apareció como el Anton McCray adulto en When They See Us, nominada a un Emmy. En septiembre de 2019, fue elegido como Larry Underwood en una nueva versión de The Stand de Stephen King. En noviembre de 2019, estaba en Vancouver filmando The Stand. En noviembre de 2019, apareció como el personaje central en el sexto episodio de Watchmen, interpretando al primer superhéroe del mundo, Hooded Justice. También en noviembre de 2020, apareció en una película independiente inédita llamada Violent Heart. Fue nombrado uno de los "Dazed 100" de la revista Dazed.
En marzo del 2021, fue elegido para protagonizar Babylon.

## Filmografía

### Películas
| Año  | Títulos           | Papel                | Notas |
| ---- | ----------------- | -------------------- | ----- |
| 2016 | Fences            | Cory Maxson          |       |
| 2017 | Mother!           | Cupbearer            |       |
| 2018 | Overlord          | Private Edward Boyce |       |
| 2020 | The Violent Heart | Daniel               |       |
| 2022 | Babylon           | Sidney Palmer        |       |
| 2023 | Misántropo        | Mackenzie            |       |

### Televisión
| Año       | Títulos                            | Papel                      | Notas                                                          |
| --------- | ---------------------------------- | -------------------------- | -------------------------------------------------------------- |
| 2015–2017 | The Leftovers                      | Michael Murphy             | 11 episodios                                                   |
| 2016      | NCIS: Los Ángeles                  | Emmanuel Salim             | Episodio: "Revenge Deferred"                                   |
| 2018–2019 | Sorry for Your Loss                | Danny Greer                | Protagonista                                                   |
| 2019      | Jack Ryan                          | Marcus Bishop              | Protagonista                                                   |
| 2019      | Live in Front of a Studio Audience | Lionel Jefferson           | Episodio: "Norman Lear's All in the Family and The Jeffersons" |
| 2019      | When They See Us                   | Antron McCray              | Miniserie                                                      |
| 2019      | Watchmen                           | Will Reeves/Hooded Justice | Episodio: "This Extraordinary Being"                           |
| 2020      | The Stand                          | Larry Underwood            | Miniserie, 10 episodios                                        |
| 2020      | 5150                               | Celeb                      | Cortometraje                                                   |
| —         | The Three-Body Problem             | —                          | Próxima serie                                                  |
| 2025      | It: bienvenidos a Derry            | —                          | Elenco principal                                               |